# Wieniamin Konnow
Wieniamin Fiodorowicz Konnow (ur. 27 września 1921 w Symbirsku, zm. 1991) – radziecki polityk.

## Życiorys
Od 1926 mieszkał z rodziną w Briańsku, od 1929 w Smoleńsku, a od 1934 w Samarze, gdzie 1939 ukończył szkołę, po czym wstąpił do Moskiewskiego Instytutu Lotniczego. Od jesieni 1939 do października 1940 odbywał służbę wojskową, następnie zdemobilizowany ze względu na stan zdrowia, od jesieni 1941 studiował w Kujbyszewskim Instytucie Industrialnym, 1942-1946 studiował w Kujbyszewskim Instytucie Lotniczym, po ukończeniu którego pracował jako inżynier w biurze doświadczalno-konstruktorskim w fabryce im. Frunzego, od 1950 kierował biurem konstruktorskim. Od 1952 członek KPZR, od 1956 funkcjonariusz partyjny, od lutego 1971 do stycznia 1976 przewodniczący Komitetu Wykonawczego Kujbyszewskiej Rady Obwodowej, 1975-1989 przewodniczący Komitetu Kontroli Partyjnej RFSRR, następnie na emeryturze. W latach 1976–1990 członek Centralnej Komisji Rewizyjnej KPZR. 1974-1979 deputowany do Rady Najwyższej ZSRR IX kadencji.

## Odznaczenia
- Order Czerwonego Sztandaru Pracy (1960)
- Order „Znak Honoru” (dwukrotnie)
- Medal 100-lecia urodzin Lenina